# Жумберак (општина)
Жумберак је општина у Загребачкој жупанији у Хрватској. Географски заузима мањи део планине Жумберак. Према попису становништва из 2001. године у општини живи 1.185 становника, од којих су 95% Хрвати. Становништво је насељено на подручју површине 110 , а највеће насеље је и административно средиште општине Костањевац. Будући да се општина Жумберак историјски налазила на простору некадашње Војне крајине, те да су у њу селили и сењски ускоци, у општини се данас говори дијалектом који је комбинација чакавског, штокавског и кајкавског наречја.

## Границе општине
Општина Жумберак је погранична општина Загребачке жупаније према суседној Карловачкој жупанији као и према Словенији.
У оквиру Загребачке жупаније којој територијално припада, општина Жумберак граничи на североистоку подручјем Града Самобора, на истоку и југоистоку општином Крашић.
На југозападу и западу је гранична линија према суседној Карловачкој жупанији, односно подручју града Озља.
Северну границу општине представља државна граница Хрватске и Словеније. Пограничне општине у Словенији су: Шентјернеј на северозападу и Костањевица на Крки на североистоку.

## Становништво
Срби су се доселили у Жумберак између 1530 и 1538.
Адам Прибићевић у књизи "Насељавање Срба по Хрватској и Далмацији", пише са згражањем о присилном унијаћењу Срба из Жумберка. Наводи податак да је 1890. од 10.640 унијата у Хрватској у Жумберку било 7.139.
"На самом Жумберку, где живот замире, остало је још око 1.200 људи. Има српских презимена, али тамо Срба више нема." 

### Број становника по пописима
| Националност   | 2001. | 1991. | 1981. | 1971. | 1961. | 1953. | 1948. | 1931. | 1921. | 1910. | 1900. | 1890. | 1880. | 1869. | 1857. |
| бр. становника | 1.185 | 1.899 | 2.438 | 3.533 | 4.461 | 5.157 | 5.274 | 5.768 | 5.537 | 5.686 | 5.975 | 6.179 | 5.623 | 5.107 | 4.017 |